# The Leonardo
The Leonardo ist ein Wolkenkratzer in Sandton, Teil der Metropolgemeinde Johannesburg, Südafrika. Das Gebäude wurde 2019 fertiggestellt. Es verfügt über 56 Etagen gemischter Nutzung, 11 Stockwerke als Büro und in den restlichen verteilen sich 200 Wohnungen.
Mit 228 Metern Höhe war The Leonardo vorübergehend das höchste Gebäude des afrikanischen Kontinents, nachdem das 223 Meter hohe Carlton Centre in Johannesburg diesen Titel beinahe 50 Jahre innehatte. Seit 2023 wird seine Höhe allerdings vom Mohammed VI Tower (250 m) in Rabat und vom Iconic Tower (394 m) in Ägyptens neuer Hauptstadt übertroffen.